# Walter Burley

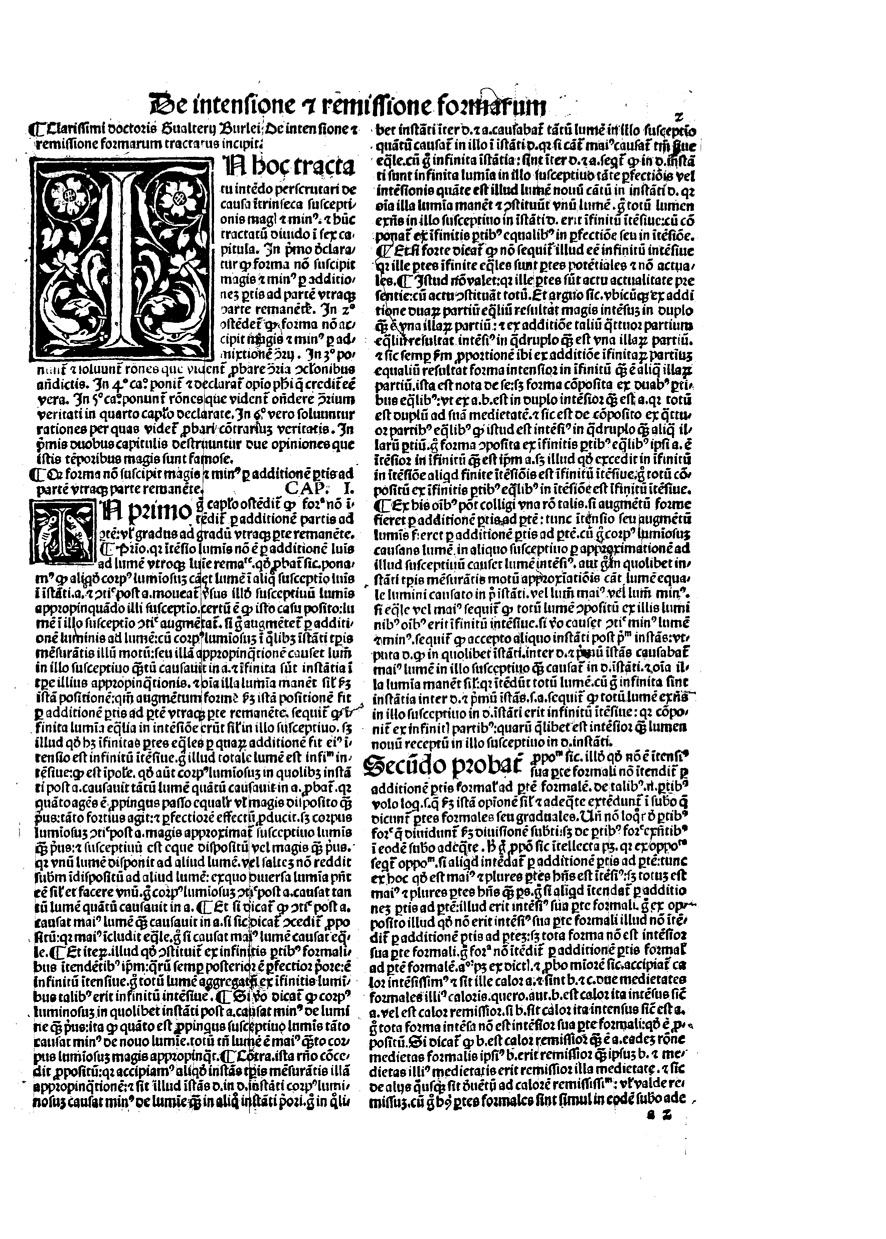
De intensione et remissione formarum, 1496

Walter Burley (o Burleigh ; c. 1275-1344/45) fue un filósofo y lógico escolástico inglés con al menos 50 obras atribuidas a él. Estudió con Thomas Wilton y recibió su doctorado en artes en 1301, y fue miembro del Merton College de Oxford hasta aproximadamente 1310. Luego pasó dieciséis años en París, convirtiéndose en miembro de la Sorbona en 1324, antes de pasar 17 años como cortesano clerical en Inglaterra y Aviñón. Burley no estaba de acuerdo con Guillermo de Ockham en varios puntos relacionados con la lógica y la filosofía natural. Fue conocido como el Doctor Planus y Perspicuus .

## Comienzos
Burley nació en 1274 o 1275, posiblemente en Burley-in-Wharfedale, Yorkshire, o en Burley cerca de Leeds. Poco se sabe de su infancia. Fue nombrado rector de Welbury en Yorkshire en 1309, probablemente gracias a la influencia de Sir John de Lisle, amigo de William Greenfield . Pero a lo largo de su carrera, no actuó como rector, empleando a un sustituto y utilizando los ingresos para financiar su estudio en París, donde completó sus conferencias sobre las Sentencias de Pedro Lombardo, y probablemente se encontró con la obra de su contemporáneo Guillermo de Ockham . El comentario de Burley sobre las Sentencias no ha sobrevivido.

## Carrera política
Burley se convirtió en cortesano durante los acontecimientos políticos que siguieron a la deposición de Eduardo II de Inglaterra en 1327. Su primera misión fue tratar de obtener la canonización de Tomás, segundo conde de Lancaster, que había sido uno de los líderes de la oposición baronial a Eduardo II. Tomás había sido venerado como mártir a los pocos meses de su muerte. Burley fue enviado a la corte papal de Aviñón para apelar directamente al Papa Juan XXII. Por coincidencia, Guillermo de Ockham también se alojaba en Aviñón, habiendo sido citado allí en 1324 para responder a cargos de declaraciones posiblemente heréticas (en 1326 había una lista de 51 cargos en su contra).
Los asociados de Burley estuvieron todos estrechamente involucrados en estos intentos de canonización (ninguno de los cuales tuvo éxito). Uno fue Richard de Bury, bibliófilo y mecenas de las artes y las ciencias, que se convirtió en mecenas de Burley y, a petición de quien Bury tradujo algunas obras de Aristóteles al inglés.

## Carrera eclesiástica
Burley se había convertido en un maestro de teología en 1324. En mayo de 1327 se convirtió en canónigo de Chichester por disposición del Papa, pero cambió el puesto en 1332 para convertirse en canónigo en Wells, donde de Bury era decano. Bury había estado involucrado en el golpe de Estado de 1330 que resultó en la ejecución de Mortimer y el acceso de facto de Eduardo III al trono. En 1333 de Bury fue consagrado obispo de Durham por el rey, invalidando la elección de los monjes, que habían elegido e instalado a su subprior, Robert de Graynes. En febrero de 1334, de Bury fue nombrado Lord Tesorero, nombramiento que cambió más adelante en el año por el de Lord Canciller. Reunió a un grupo de intelectuales que incluía a Thomas Fitzralph, Richard de Kilvington, Robert Holcott, Thomas Bradwardine y el propio Burley.
Walter pudo haber sido un pariente de su contemporáneo más joven, Adam Burley.

## Obra filosófica
Burley fue uno de los primeros lógicos medievales en reconocer la prioridad del cálculo proposicional sobre la lógica formal, pesar de que esta última había sido el foco principal de los lógicos hasta entonces. Burley también parece haber sido el único lógico del siglo XIV que adoptó la posición de que, de acuerdo con los puntos de vista modernos sobre el condicionamiento material, el principio de que "de lo imposible se sigue todo" ("ex impossibili sequitur quodlibet") es a la vez un condición necesaria y suficiente para explicar la relación lógica entre antecedente y consecuente. [9] También fue conocido por sus comentarios sobre la física de Aristóteles, que incluyen el libro De Primo et ultimo instanti (alrededor de 1320) y el trabajo más extenso Expositio in libros octo de physico auditu.  Burley escribió 39 comentarios sobre Aristóteles y 32 tratados (muchos sin editar)
- De Puritate Artis Logicae, en dos versiones:
  - Tractatus brevior (antes de 1324)
  - Tractatus longior (1325-28)

Esta es la obra principal de Burley, en la que cubre temas como las condiciones de verdad para oraciones complejas, tanto funcionales de verdad como modales, además de proporcionar reglas de inferencia para diferentes tipos de inferencias. Se sabe que este libro fue escrito después de la Summa Logicae de Ockham (c. 1323), posiblemente en parte en respuesta a ella. [12] Otros trabajos incluyen:
- En Aristotelis Perihermenias ( Preguntas sobre las Perihermenias de Aristóteles, 1301)
- De Consecuentiis (1302)
- De exclusivis (1302)
- De exceptivis (1302)
- De supuestos (1302)
- De obligaciónibus (1302)
- De ente (hacia 1310)
- De qualitatibus (hacia 1310)
- Expositio super libros De Anima (después de 1310)
- Tractatus de formis (1324-1326)
- Tractatus de universalibus (después de 1337)

## Otras fuentes
- Broadie, Alexander. Introduction to Medieval Logic (Oxford: Clarendon Press, 2nd Edition 1993).
- Conti, Alessandro (ed.). A Companion to Walter Burley, Late Medieval Logician and Metaphysician, Leiden: Brill 2013.
- Gracia, J. G. and Noone, T. B. A Companion to Philosophy in the Middle Ages, London 2003.

- Krieger, Gerhard, Studies on Walter Burley, 1989–1997, Vivarium, 37, 1999, pp. 94–100.
- Wood, Rega, Studies on Walter Burley 1968-1988, Bulletin de la Philosophie Médiévale, 30, 1989, pp. 233–250.